# Make a Jazz Noise Here
Albums de Frank Zappa
You Can't Do That on Stage Anymore, Vol. 4
(1991) Beat the Boots I
(1991)
Make a Jazz Noise Here est un double-album de Frank Zappa sorti en 1991. C'est le troisième album live de la tournée 1988. Ce double album est davantage tourné vers la musique instrumentale.

## Titres
Tous les titres sont de Frank Zappa, sauf mention contraire

### Premier disque
1. Stinkfoot – 7 min 39 s
2. When Yuppies Go to Hell – 13 min 28 s
3. Fire and Chains – 5 min 04 s
4. Let's Make the Water Turn Black – 1 min 36 s
5. Harry, You're a Beast – 47 s
6. The Orange County Lumber Truck – 41 s
7. Oh No – 4 min 43 s
8. Theme from Lumpy Gravy – 1 min 11 s
9. Eat That Question – 1 min 54 s
10. Black Napkins – 6 min 56 s
11. Big Swifty – 11 min 12 s
12. King Kong – 13 min 04 s
13. Star Wars Won't Work – 3 min 40 s

### Second disque
1. The Black Page – 6 min 45 s
2. T'Mershi Duween – 1 min 42 s
3. Dupree's Paradise – 8 min 34 s
4. City of Tiny Lights – 8 min 01 s
5. Royal March from L'Histoire du soldat (Igor Stravinsky) – 59 s
6. Theme from the Bartok Piano Concerto #3 (Béla Bartók) – 43 s
7. Sinister Footwear 2nd mvt. – 6 min 39 s
8. Stevie's Spanking – 4 min 25 s
9. Alien Orifice – 4 min 15 s
10. Cruisin' for Burgers – 8 min 27 s
11. Advance Romance – 7 min 43 s
12. Strictly Genteel – 6 min 36 s

## Musiciens
- Frank Zappa – synthétiseur, guitare, claviers, chant
- Paul Carman – saxophones baryton, alto et soprano
- Bruce Fowler – trombone
- Walt Fowler – synthétiseur, trompette, cor
- Mike Keneally – synthétiseur, guitares, chant
- Ed Mann – percussions, marimba, vibraphone, percussions électroniques
- Bobby Martin – claviers, saxophone, chant
- Kurt McGettrick – saxophone, clarinette
- Scott Thunes – synthétiseur, basse, chant, Minimoog
- Chad Wackerman – batterie, chant, percussions électroniques
- Ike Willis – synthétiseur, guitares, chant
- Albert Wing – saxophone ténor

## Production
- Production : Frank Zappa
- Ingénierie : Bob Stone
- Direction musicale : Frank Zappa
- Conception pochette : Larry Grossman